# Wino z czarnego bzu
Wino z czarnego bzu – rodzaj wina owocowego (wina kwiatowego) produkowanego z dojrzałych owoców czarnego bzu. Z uwagi na zawartość trującego glikozydu cyjanogennego sambunigryny owoce przed wyciśnięciem soku zagotowuje się w niewielkiej ilości wody. Fermentacji poddaje się moszcz, rozcieńczony wodą użytą do zagotowania owoców zmieszany z syropem cukrowym.

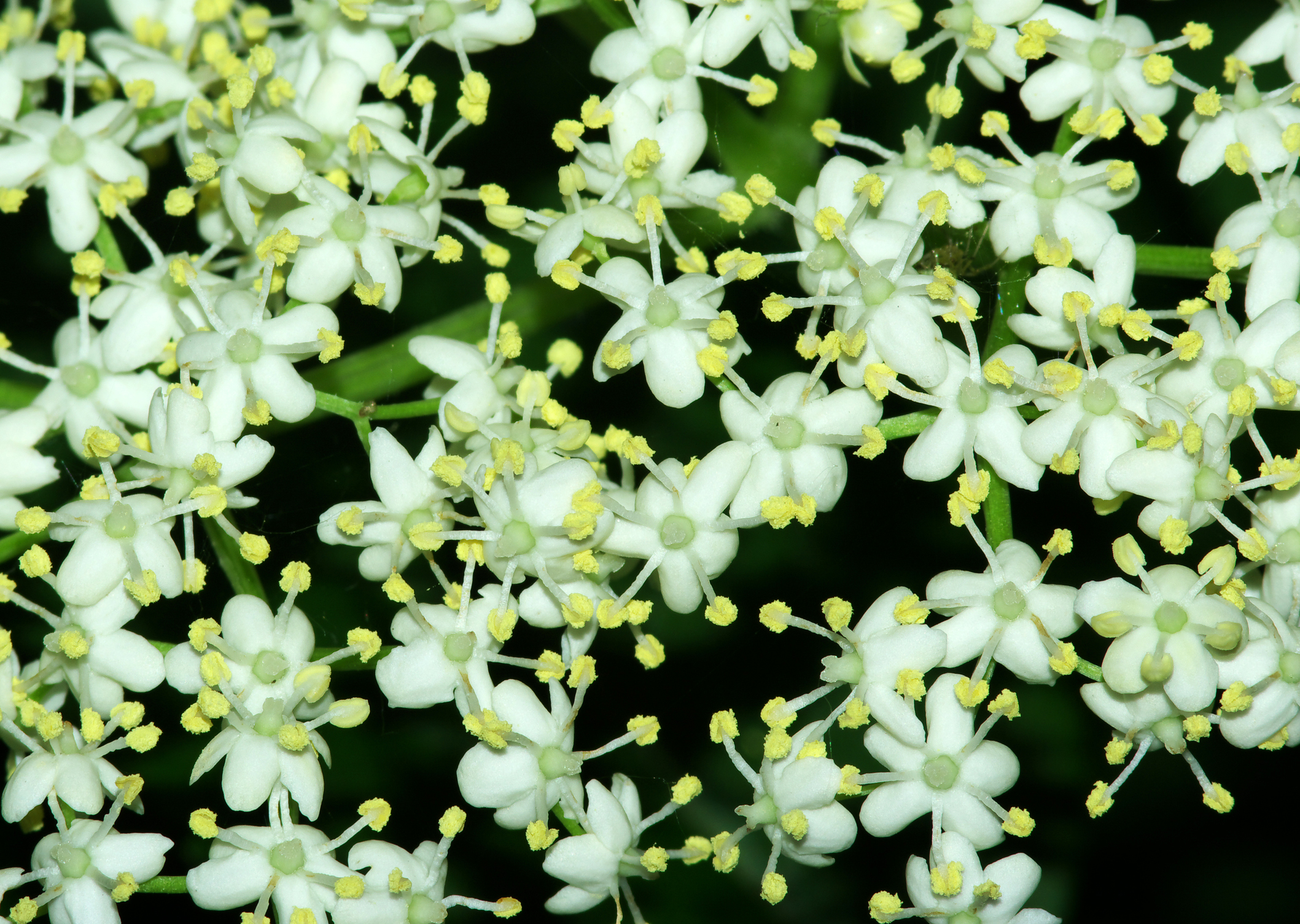
Sambucus nigra - flowers

Wino z owoców czarnego bzu charakteryzuje się lekko cierpkim posmakiem, który z czasem łagodnieje, oraz ciemnobordową barwą.
Do produkcji można użyć także kwiatostanów czarnego bzu. Ponadto kwiat czarnego bzu dodany do fermentującego moszczu korzystnie wpływa na bukiet późniejszego wina.